# Fratelli Bertoldo
Fratelli Bertoldo war ein italienischer Hersteller von Automobilen. Der Markenname lautete Marca-Tre-Spade, zu Deutsch Marke der drei Schwerter.

## Unternehmensgeschichte
Die Brüder Bertoldo gründete 1908 in Turin das Unternehmen zur Produktion von Automobilen. 1911 endete die Produktion.

## Fahrzeuge
Das einzige Modell 18/24 HP hatte einen Vierzylindermotor, ein Vierganggetriebe und Kettenantrieb. Der Kühlergrill ähnelte denen von Fiat. Ein Fahrzeug wurde nach England exportiert.